# Comté de Crawford (Illinois)
Pour les articles homonymes, voir Comté de Crawford.
Le comté de Crawford est un comté situé dans l'État de l'Illinois, aux États-Unis. En 2000, sa population est de 20 452 habitants. Son siège est Robinson.